# Född fri – Lejonet Elsa
Född fri – Lejonet Elsa (engelska: Born Free) är en brittisk dramafilm från 1966 i regi av James H. Hill.
Filmen är baserad på Joy Adamsons böcker om lejonet Elsa. Född fri – Lejonet Elsa har visats i SVT, bland annat 1980 och 1992.

## Rollista i urval
| Virginia McKenna | – Joy Adamson    |
| Bill Travers     | – George Adamson |
| Geoffrey Keen    | – John Kendall   |